# Архиепархия Алеппо (мелькитская)
Архиепархия Алеппо (лат. Archidioecesis Aleppensis o Beroeensis Graecorum Melkitarum) — архиепархия Мелькитской католической церкви с центром в городе Алеппо, Сирия. Кафедральным собором архиепархии Алеппо является церковь Успения Пресвятой Девы Марии в городе Хомс. Юрисдикция архиепархии распространяется на территорию сирийских провинций Алеппо, Идлиб, Эр-Ракка, Дайр эз-Заур и Эль-Хасака. Численность верующих архиепархии на конец 2012 года составляло около 18.000 человек.

## История
Епархия Алеппо известна с IV века. В то время она носила наименование Епархия Береи (античное название Алеппо) и с V века была митрополией. Современная архиепархия Алеппо была образована в 1724 году, когда возникла Мелькитская католическая церковь. Ещё до образования Мелькитской католической церкви небольшая община греческой православной церкви вошла в общение во Святым Престолом. Первым епископом Алеппо, вступившим в общение с Римом в 1698 году был Григорий. Его преемники на кафедре Алеппо Геннадий (в 1700 году) и Герасим подтвердили единство со Святым Престолом. Епископ Герасим в 1721 году стал первым епископом католической епархии Алеппо.
В 1790 году епархия Алеппо была возведена в ранг митрополии без суффраганных епархий и стала одной из самых крупных по численности и территории административных структур Мелькитской католической церкви. После начала преследований со стороны властей Османской империи в 1818 году заставили укрыться архиепископа и его паству бежать в горы Ливана. Только после 1830 года, когда Османская империя официально признала Мелькитскую католическую церковь, верующие возвратились в Алеппо. С 1823 года по 1832 год кафедра Алеппо была вакантной. В 1932 году архиепископом Алеппо был назначен священник Григорий Шахиат, взявший после рукоположения в епископа имя Пётр. Во время архиерейского правления Петра Шахиата в Алеппо были построены Собор Успения Пресвятой Богородицы и храм Святого Георгия.
С 1844 года архиепископ Алеппо стал носить титул «Архиепископ Алеппо и Селевкии» и в 1869 году после расширения территории архиепархии в титул было добавлено название античного города Кира. С этого времени архиепископ Алеппо носит титул «Архиепископ Алеппо, Селевкии и Кира».
Четыре архиепископа Алеппо были избраны патриархами Мелькитской католической церкви: Максим II Хаким (в 1760 году), Максим III Мазлум (в 1833 году), Кирилл III Геха (в 1903 году) и Димитрий I Кади (в 1919 году).

## Статистика
На территории архиепархии в настоящее время действуют 12 приходов, из которых почти все находятся в Алеппо. Согласно ватиканскому справочнику Annuario Pontificio от 2013 года численность епархии на конец 2012 года составляла около 18 тысяч прихожан. В архиепархии служило 21 священника (из них — 20 епархиальных и один монашествующий), один дьякон, 1 монах и 28 монахинь. Большинство верующих проживает в Алеппо, в других регионах находятся небольшие общины мелькитов, не имеющие своих приходов.

## Список архиепископов
- епископ Герасим Самман (26.12.1721 — 1732);
- епископ Максим Хаким (23.05.1733 — 1.08.1760), избран патриархом;
- епископ Игнатий Джербу (сентябрь 1761 — 1.12.1776);
- архиепископ Герман Адам (июль 1777 — 10.11.1809);
- архиепископ Максим Мазлум (26.07.1810 — 3.06.1816), избран патриархом;
  - Sede vacante (1823—1832)
- архиепископ Пётр Шабиат (1832 — 24.08.1843);
- архиепископ Димитрий Антаки (27.09.1844 — 9.07.1863);
- архиепископ Павел Хатем (27.09.1863 — 10.02.1885);
- архиепископ Кирилл Геха (3.05.1885 — 22.06.1903), назначен патриархом;
- архиепископ Димитрий Кади (27.10.1903 — 3.07.1919), избран патриархом;
- архиепископ Макарий Саба (25.06.1919 — 28.07.1943);
- архиепископ Исидор Фатталь (13.08.1943 — 4.09.1961);
- архиепископ Афанасий Тутунги (5.12.1961 — 6.03.1968);
- архиепископ Неофит Эдельби (6.03.1968 — 10.06.1995);
- архиепископ Жан-Клемен Жанбар (с 2 августа 1995 года по настоящее время).

## Источник
- Annuario Pontificio, Libreria Editrice Vaticana, Città del Vaticano, 2003, ISBN 88-209-7422-3
- C. Karalevsky, Alep, Dictionnaire d’Histoire et de Géographie ecclésiastiques Архивная копия от 7 апреля 2016 на Wayback Machine, vol. XII, Parigi 1953, coll. 102—106 e 113—114